# Salix lemmonii
Salix lemmonii är en videväxtart som beskrevs av Michael Schuck Bebb. Salix lemmonii ingår i släktet viden, och familjen videväxter. Inga underarter finns listade i Catalogue of Life.

## Bildgalleri

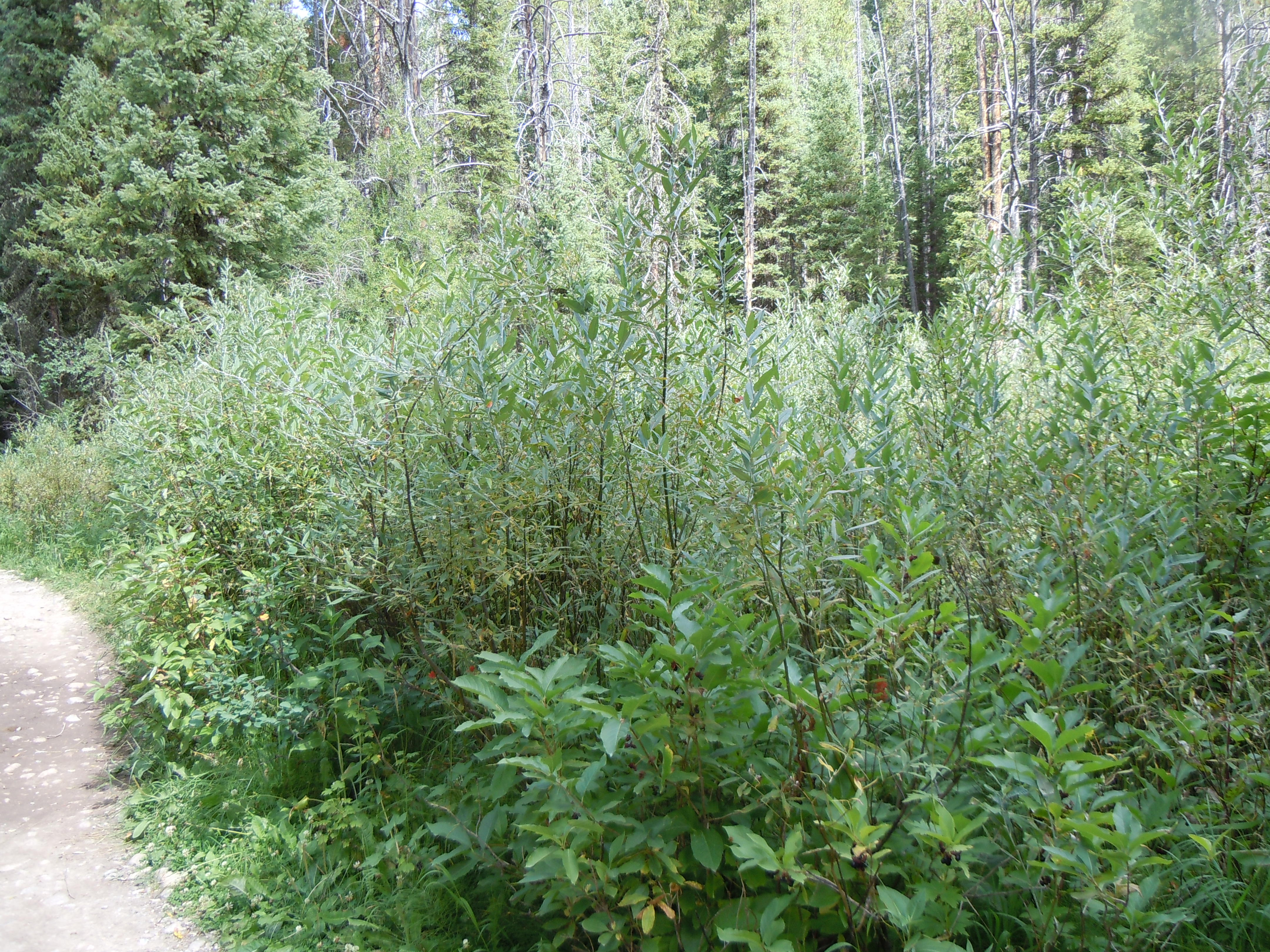
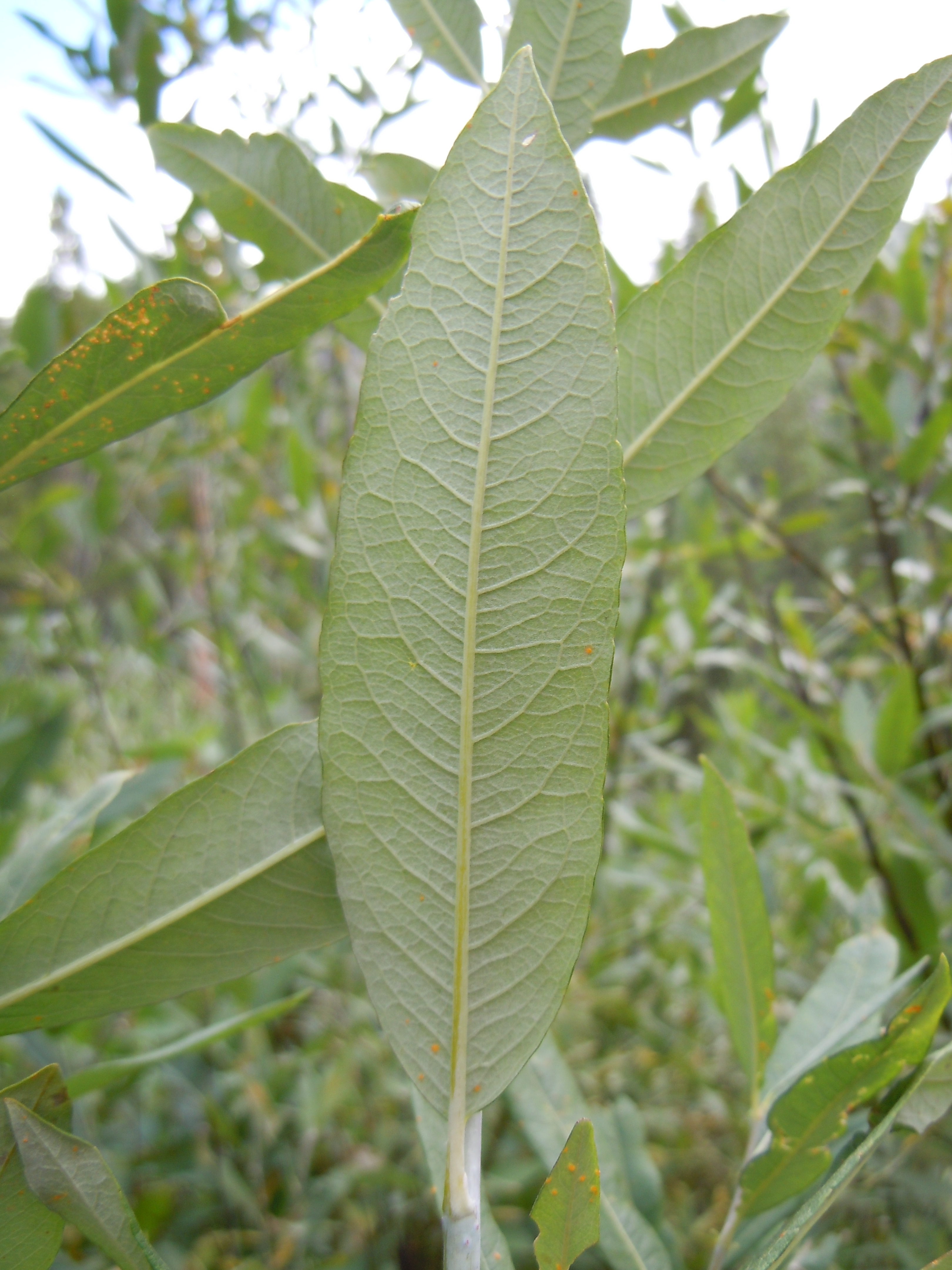
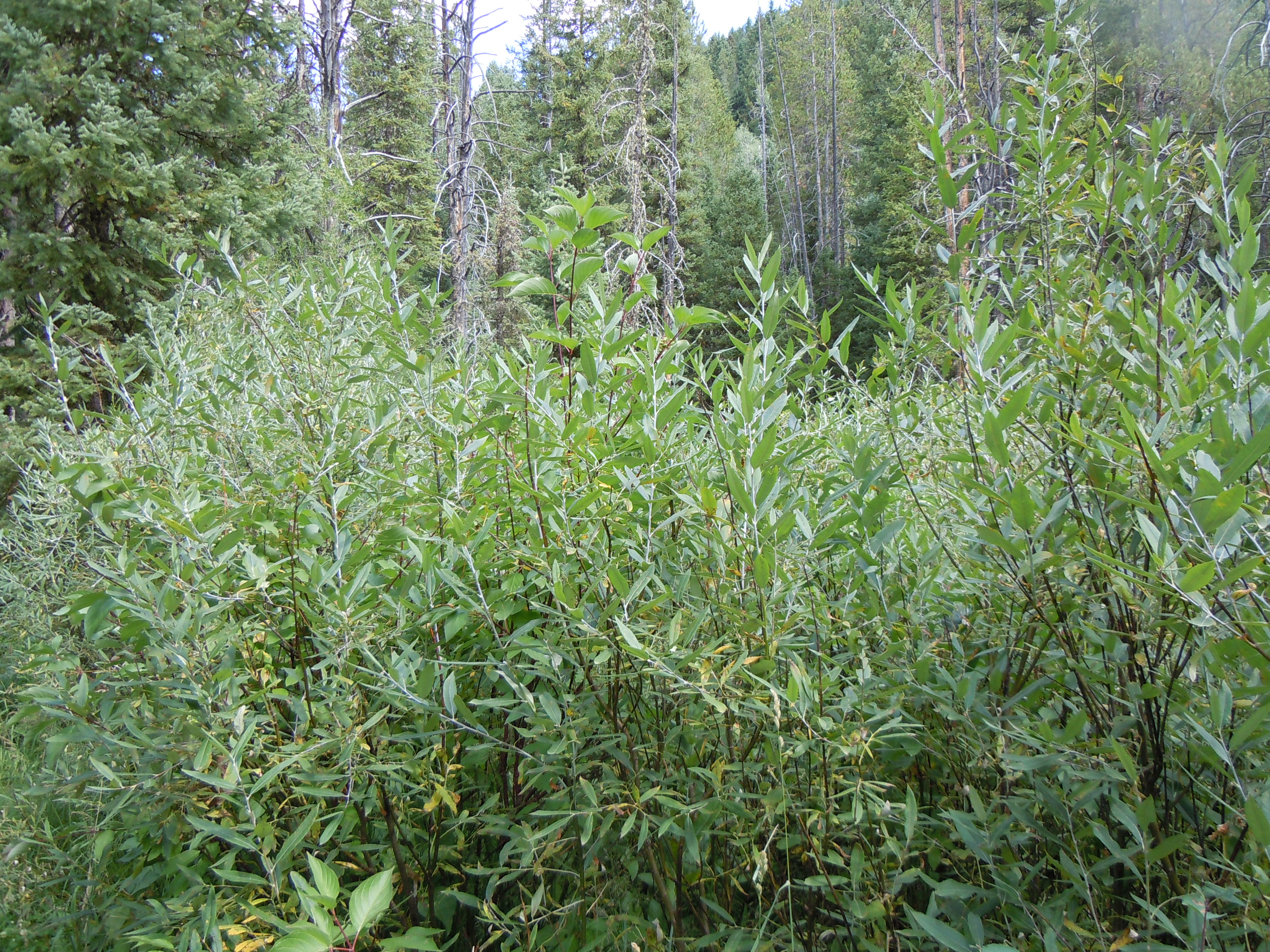
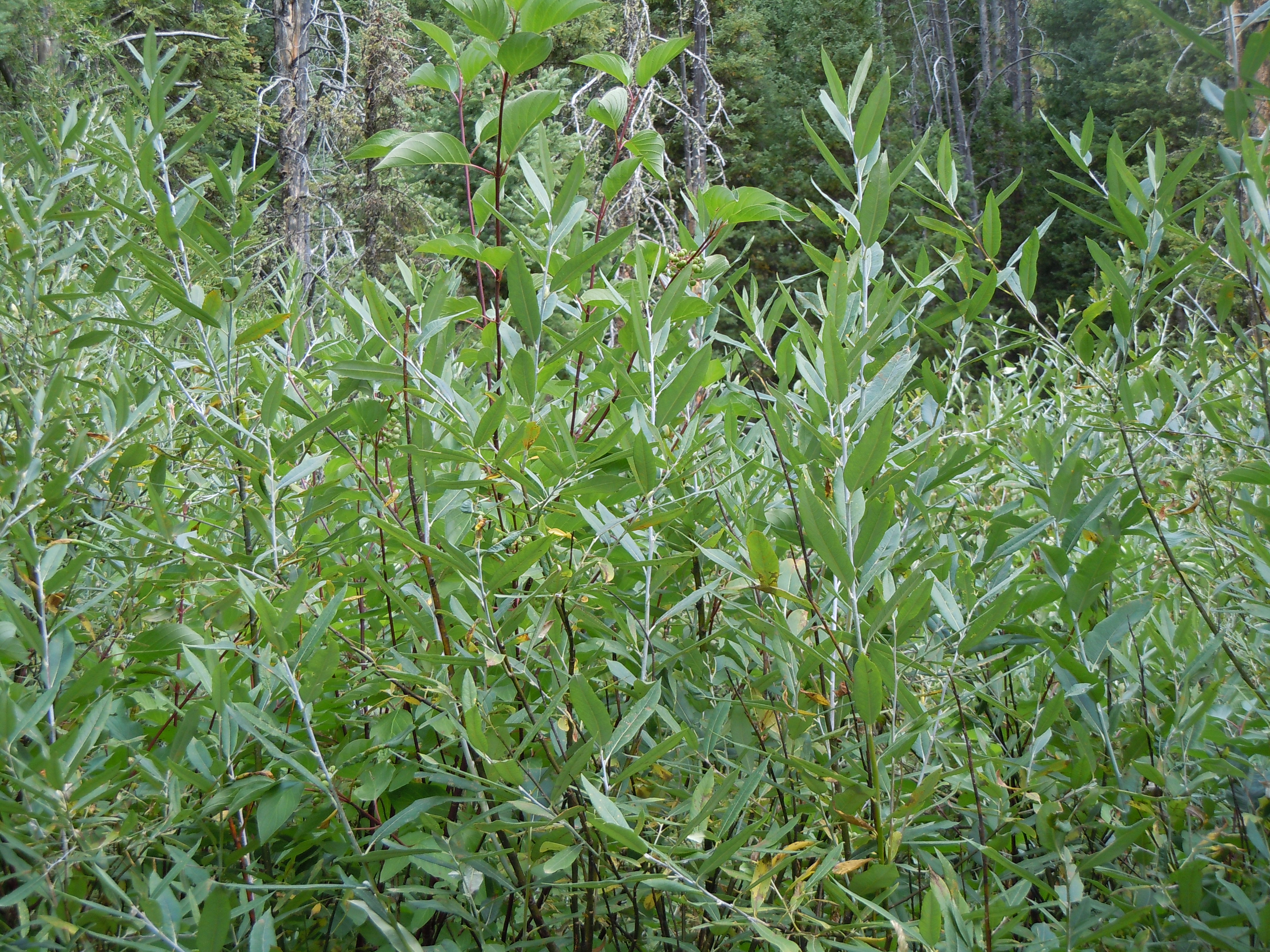